# Redoute de Dommartin
La redoute de Dommartin est une redoute qui se situe à proximité de Toul, en Meurthe-et-Moselle.

## Origine
Conséquence de la crise diplomatique avec l'Allemagne, on décide d'organiser une ligne de défense à proximité de la place forte de Toul en occupant les emplacements pouvant servir à tirer sur la ville. La Redoute de Dommartin fait donc partie des forts dits « forts de panique » construits à la hâte après la perte des principales places fortes. Construit en terre au départ, à une altitude de 293 m, l'ouvrage sera finalement organisé comme un petit fort en pierre et construit entre 1876 et 1878.

## Dates de construction (1874-1876)
- Ordre d'étude de l'ouvrage : 3 décembre 1874
- Approbation du projet par le ministre : 17 décembre 1874
- Adjudication des travaux : Application du marché de Place
- Décret d'utilité publique et d'urgence : 4 décembre 1874
- Commencement des travaux : 20 décembre 1874
- Achèvement de l'ouvrage : 15 janvier 1876

## Coût estimatif de l'ouvrage
Le montant total est estimé à 370 000 francs
- acquisitions : 20 000 francs
- travaux : 350 000 francs

## Architecture
Le fort est en forme de pentagone dont l'entrée est formée d'un pont-levis à la Poncelet. Cette entrée est du côté de la façade de Gorge de même que le casernement. Cette entrée est flanquée de deux casemates pour la protéger. 

## Armement
L'armement total s'établit à 18 pièces d'artillerie. L'ouvrage ne dispose pas de magasin à poudre. Des abris en bois permettaient le stockage pour l'artillerie.
- Pièces sous tourelle : néant
- Pièces sous casemate : néant
- Pièces de rempart : 12
- Mortiers : 2
- Pièces de flanquement : 4

## Fonction
La redoute de Dommartin est un fort de ceinture situé à 2,5 km de Toul. L'ouvrage pouvait accueillir 157 hommes. L'approvisionnement en eau était assuré par puits d'un débit de 3 m3/jour. Il n'y avait pas de four à pain et d'infirmerie.
- Officiers : 3
- Sous-officiers : 10
- Soldats : 144

L'ouvrage ne sera pas modernisé. En 1914, la redoute est le centre d'une position de soutien. L'ouvrage est transformé en batterie d'artillerie.
- une partie de la compagnie d'infanterie affectée à la position. L'ouvrage disposait 280 places dans le casernement non modernisé.
- 227 artilleurs (6e régiment d'artillerie à pied). L'artillerie comprenait 8 canons de 120L, 2 canons de 90 et 2 mortiers de 22.

Aujourd'hui, la redoute est à l'abandon et en friche.